# Гранітово (Видинська область)
Грані́тово (болг. Гранитово) — село у Видинській області Болгарії. Входить до складу общини Белоградчик.

## Населення
За даними перепису населення 2011 року у селі проживали 60 осіб, усі — болгари.
Розподіл населення за віком у 2011 році:
Динаміка населення: